# Uredostilbe pistila
Uredostilbe pistila är en svampart som beskrevs av Buriticá & J.F. Hennen 1994. Uredostilbe pistila ingår i släktet Uredostilbe och familjen Phakopsoraceae.   Inga underarter finns listade i Catalogue of Life.